# Harpactea pisidica
Harpactea pisidica là một loài nhện trong họ Dysderidae.
Loài này thuộc chi Harpactea. Harpactea pisidica được miêu tả năm 1978 bởi Brignoli.